# Stiftung Hamburger Gedenkstätten und Lernorte zur Erinnerung an die Opfer der NS-Verbrechen
Die Stiftung Hamburger Gedenkstätten und Lernorte zur Erinnerung an die Opfer der NS-Verbrechen ist eine selbstständige, rechtsfähige Stiftung des öffentlichen Rechts (Deutschland) mit Sitz in Hamburg.
Die Stiftung ist Trägerin der folgenden Gedenkstätten:
- KZ-Gedenkstätte Neuengamme[1]
- Gedenkstätte Bullenhuser Damm[1]
- Gedenkstätte Plattenhaus Poppenbüttel[1]
- Gedenkstätte Konzentrationslager und Strafanstalten Fuhlsbüttel[1]
- Dokumentationszentrum denk.mal Hannoverscher Bahnhof[1]
- Geschichtsort Stadthaus[2]

## Geschichte
Die Stiftung wurde im Jahre 2020 eingerichtet, nachdem am 30. Oktober 2019 das Gesetz über die „Stiftung Hamburger Gedenkstätten und Lernorte zur Erinnerung an die Opfer der NS-Verbrechen“ (Hamburgisches Gedenkstättengesetz – HmbGedenkStG) in Kraft getreten war. Die Gewährträgerhaftung für die Verbindlichkeiten der Stiftung liegt bei der Stadt Hamburg. Organe der Stiftung sind der Vorsitzende, der Stiftungsrat, die Fachkommission und der Stiftungsbeirat. Sie entstand aus dem Amt Kultur, Abteilung „Gedenkstätten und Lernorte“ der Behörde für Kultur und Medien und übernahm bei Gründung deren Mitarbeiter.